# Louis Marchand
Jean Louis Marchand (2. února 1669 Lyon – 17. února 1732 Paříž) byl francouzský skladatel, cembalista a varhaník období baroka.

## Život
Marchandův otec byl varhaníkem v Lyonu. Jean Louis projevoval již v dětství mimořádné nadání, již ve 14 letech mu bylo nabídnuto prestižní místo varhaníka v katedrále v Nevers. V roce 1689 přesídlil do Paříže a stal se varhaníkem v několika pařížských kostelech. Oženil se, ale jeho manželství nebylo šťastné. Byl prudké, nepředvídatelné povahy, údajně svou ženu bil a po dvanácti letech se rozešli, aniž by jí poskytl nějaké finanční vyrovnání.
Okolo roku 1708 se stal dvorním varhaníkem a rivalem Françoise Couperina. Svým uměním si získal přízeň krále Ludvíka XIV., ale pro své osobní vlastnosti také mnoho nepřátel. V roce 1713 odešel z Paříže na dlouhé koncertní turné do Německa. V roce 1717 koncertoval v Drážďanech a měl se utkat v soutěži ve varhanní improvizaci s Johannem Sebastianem Bachem. Podle německých zdrojů urychleně Drážďany opustil, aby se této konfrontaci vyhnul. Vrátil se do Paříže a pracoval jako varhaník v minoritském klášteře Cordeliers a vyučoval.
Zemřel v Paříži 17. února 1732 ve věku 63 let. Byl pochován na starém hřbitově Neviňátek (Cimetiere des Innocents). Hřbitov byl roku 1780 uzavřen a o šest let později byl zrušen a ostatky pohřbených byly přeneseny do nově vybudovaného podzemního pohřebiště v blízkosti Montparnasse, dnes známého jako Pařížské katakomby.

## Dílo
- Pièces de clavecin. Sv. 1, Ballard, Paris 1702
- Pièces de clavecin, Sv. 2, Ballard, Paris 1703
- La vénitienne, pour clavecin. Paris 1707
- Pièces choisies pour l'orgue (12 pièces). Paris, 1732
- 42 pièces pour orgue
- Alcione (kantáta)
- 3 cantiques spirituels
- Pyrame et Thisbé (opera)
- Airs